# Отказная книга
Отказные книги — документы (юридические акты) об «отказе» (пожаловании; передаче в пользование) земельных угодий дворянам, служилым людям, ясачным крестьянам в Русском государстве в XVII — начале XVIII века. 
Отказ при этом являлся актом, завершающим укрепление прав, а отказная грамота или отказная книга — основанием владения и главным доказательством прав владельца. Составлялись подьячими уездной приказной избы под контролем Поместного приказа в Московском Кремле.

## Значение для науки
Эти акты имеют большое значение для изучения истории края (краеведения), исторической географии, ономастики, генеалогии. В отказных книгах фиксировался не только сам факт земельного пожалования того или иного субъекта с точным указанием количества отказываемой земли, но и положение отведённого участка на местности, а также участие «сторонних людей» в качестве свидетелей с указанием их социального статуса и места жительства. Помимо этого в книгах содержится большой пласт другой ценной информации, в частности, ссылки на более ранние, в том числе не сохранившиеся документы.
В настоящее время большое количество отказных книг хранится в фонде Поместного приказа Российского государственного архива древних актов (РГАДА, ф. 1209, опись 2) в Москве.

## Порядок составления отказных книг
Процесс создания отказных книг описал в своих работах ученик академика М. Н. Тихомирова (1893—1965) — историк В. Б. Павлов-Сильванский. Он исследовал весь этот процесс по материалам отказных книг 1630–1640-х годов расположенного неподалёку от Москвы Вяземского уезда.
Составление отказной книги включало в себя следующие действия. Служилые люди писали челобитные, которые поступали в Поместный приказ. Здесь из различных документов выписывались все данные о челобитчиках и просимых ими землях. На основе челобитных и полученных данных в Поместном приказе составлялись подробные выписи с изложением существа дела. После этого дело поступало на доклад к великому государю и, если он удовлетворял просьбу челобитчика, то из Приказа на имя местного воеводы присылалась грамота о проведении «сыска и меры» указанных земель.
Во исполнение требования грамоты отыскивались просимые земли, устанавливалась их действительная принадлежность, хозяйственное состояние и размеры, составлялось межевое описание. Затем «сыскные и мерные» книги поступали в Поместный приказ, подробно разбирались, и существо дела вновь докладывалось великому государю. Если доводы признавались обоснованными, следовала помета: «дать приговор и по сыску отказать» земли челобитчикам. По приговору в уезды отправлялась соответствующая грамота. Отказ земель производился на месте под присмотром воеводы, результатом чего являлись отказные книги, составлявшиеся подьячими приказной избы. Завершающим этапом работы была выдача владельцам жалованных, ввозных, а также послушных грамот. После этого челобитчики становились полноправными помещиками на отказанных землях.
Таким образом, отказ земли складывался из двух этапов: подготовительного — составления «сыскных и мерных» книг — и работы по непосредственному отказу.
По мнению исследователя отказных книг Пензенского края М. С. Полубоярова, к концу XVII столетия порядок раздачи земельных угодий несколько изменился, особенно в отдалённых регионах. В Пензенском и Саранском уездах, как свидетельствуют документы, существовал упрощённый порядок отвода и дачи земель. Часто они находились в «диком поле ковыла» и не были заняты другими владельцами. Поскольку спора об их принадлежности не могло возникнуть, суть дела в каждом отдельном случае не докладывалась великому государю. Отказ осуществлялся от имени царя чиновниками — дьяками Поместного приказа и уездными воеводами с подьячими не только на основании действовавшего законодательства, но и сложившейся практики (обычного права).

## Примеры
- Выписи из книг отводных, писцовых, межевых, переписных, отказных и книг крестьянской отдачи. № 53—67. (недоступная ссылка)

## Публикации
- Памятники южновеликорусского наречия: Отказные книги / Изд. подг. С. И. Котков, Н. С. Коткова. — М.: Наука, 1977. — 360, [72] с. — 2300 экз.